# El Mullol
El Mullol era una masia del terme municipal d'Isona i Conca Dellà pertanyent al poble de Siall, de l'antic terme d'Isona. Actualment és abandonada i en ruïnes.
Està situada a l'extrem nord del terme municipal al qual pertany, al nord del poble de Siall, en un lloc de difícil accés, només possible a peu des de Siall.
Estava situada en el Solà del Mullol, en els contraforts meridionals de la Sadella, a la dreta del riu del Llinar.
Té annexa l'església romànica de Santa Clara del Mullol.